# Шолойко, Анастасия Карповна
Анастасия Карповна Шолойко (5 января 1913, с. Шолойки — ?) — передовик сельского хозяйства Украинской ССР, звеньевая колхоза имени Жданова Козелецкого района Черниговской области, Герой Социалистического Труда (1966).

## Биография
Родилась в крестьянской семье. С начала 1930-х годов работала вколхозе. С 1933 году - звеньевая колхоза имени Жданова с центральной усадьбой в селе Лемеши Козелецкого района Черниговской области. 
С 1970-х годов — на пенсии в Козелецком районе Черниговской области. 
Избиралась депутатом Верховного Совета Украинской ССР 6-го (1963—1967) и 7-го (1967—1971) созывов.
Умерла после 2000 года. 

## Награды
Указом Президиума Верховного Совета СССР от 30 апреля 1966 года за успехи, достигнутые в увеличении производства и заготовок картофеля, овощей, плодов и винограда", Шолойко Анастасии Карповне присвоено звание Героя Социалистического Труда с вручением ордена Ленина (№ 306667) и золотой медали «Серп и Молот» (№ 14257).